# Lágheiði
De Lágheiði is een pas is het noorden van IJsland en is tevens de naam van het hoogland waar deze pas ligt. Over deze pas voert de weg van Ólafsfjörður in het noordoosten van het schiereiland Tröllaskagi naar de noordoostkust van de Skagafjörður. De ongeasfalteerde weg is 38 km lang en bereikt de pas op een hoogte van 409 meter. Voor IJslandse begrippen is dit hoog. Omdat in dit deel van de Tröllaskagi de meeste sneeuwval plaatsvindt, is deze weg in de winter meestal afgesloten. Om dit deel van het land beter te kunnen ontsluiten, is er een tunnel gegraven, de Héðinsfjarðargöng, die in oktober 2010 is opengesteld.

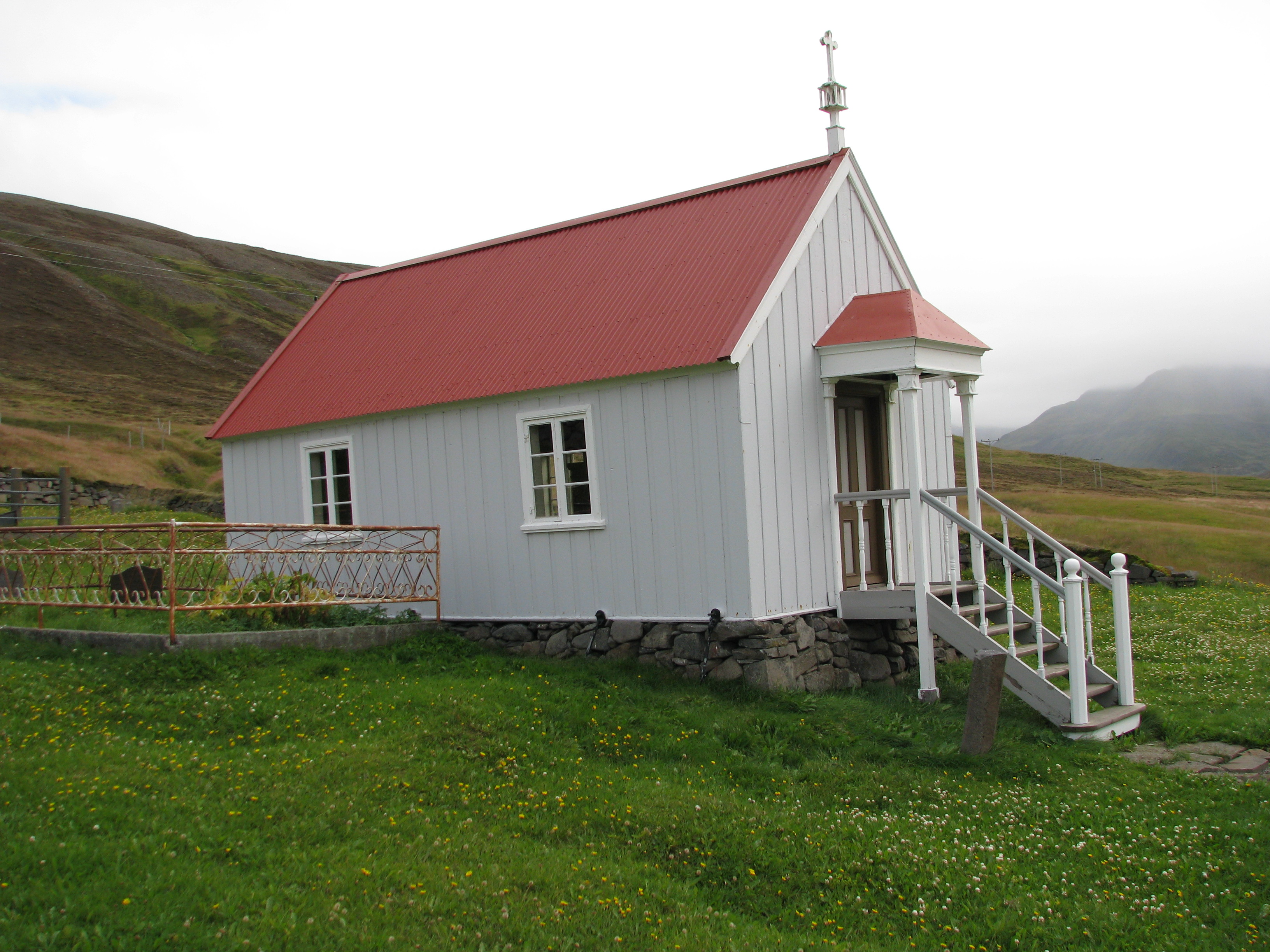
De Knappstaðakirkja.

Aan de weg ligt het meertje Stífluvatn. Aan de oever van het meertje staat de Knappsstaðakirkja, de oudste houten kerk van IJsland, opgericht in 1840 door Þórdur Knappur.